# Kraljevi Ulice
Kraljevi Ulice — хорватская музыкальная группа, образованная в 1987. Участники группы исполняют авторскую музыку, преимущественно шлягеры и шансон. Отличительной особенностью группы также является то, что её участники позиционируют себя как «уличные музыканты», и предпочитают выступать в парках, на площадях (одно из излюбленных мест выступлений — площадь бана Йосипа Елачича); на улицах крупных городов и т. д. Являются создателями фестиваля уличной музыки «Cest is d' Best».
Вместе с рэпером 75 Cents коллектив представлял Хорватию на конкурсе песни Евровидение 2008. На Евровидении ими была исполнена песня «Romanca». Композиции удалось пробиться в финал, заняв 4-е место со 112-ю баллами. Но уже в финале группа финишировала только 21-й (с результатом в 44 балла).
28 марта 2009 года в Государственном Кремлёвском Дворце Kraljevi Ulice и 75 Cents получили всероссийскую государственную премию «Шансон года 2009» за русскую версию песни Romanca.